# Aspidistra mushaensis
Aspidistra mushaensis är en sparrisväxtart som beskrevs av Bunzo Hayata. Aspidistra mushaensis ingår i släktet Aspidistra och familjen sparrisväxter. Inga underarter finns listade i Catalogue of Life.